# Galambos Antal
Galambos Antal (Budapest, 1941. február 7. –) magyar labdarúgó, fedezet.

## Pályafutása
1963 és 1965 között volt a Ferencváros játékosa, ahol egy-egy bajnoki címet, ezüst- és bronzérmet szerzett a csapattal. A Fradiban 37 mérkőzésen szerepelt (22 bajnoki, 10 nemzetközi, 5 hazai díjmérkőzés) és 1 bajnoki gólt szerzett.

## Sikerei, díjai
- Magyar bajnokság
  - bajnok: 1964
  - 2.: 1965
  - 3.: 1963-tavasz